# Affari Vos
Affari Vos è un'enciclica di papa Leone XIII, datata 8 dicembre 1897, scritta all'Episcopato canadese circa l'istruzione dei giovani nelle scuole della Provincia di Manitoba.